# Vindikationslage
Die Vindikationslage (von lat. rei vindicatio) bezeichnet eine spezifische Situation des Eigentümer-Besitzer-Verhältnisses im Zivilrecht, bei der ein Eigentümer gegenüber einem nicht zum Besitz berechtigten Besitzer einen Herausgabeanspruch hat (vgl. § 985 BGB).
An diese Situation knüpfen sich für den Besitzer, der an sein Besitzrecht glaubt und zu Recht glauben darf, bestimmte Privilegien. So haftet er nicht für eine Beschädigung oder den Untergang der herauszugebenden Sache und hat Ansprüche auf Ersatz seiner Verwendungen, die zur Erhaltung der Sache notwendig waren. Der bösgläubige Besitzer unterliegt hingegen einer verschärften Haftung.
Im Patentrecht bezeichnet die Vindikation (§ 8 PatG) einerseits das Anmelden einer Erfindung oder das Übernehmen einer Patentanmeldung oder eines Patents durch eine hierzu nicht nach § 6 PatG berechtigte Person, d. h. eine Person, die nicht der Erfinder oder dessen Rechtsnachfolger ist, und andererseits das Anmelden einer Erfindung durch eine Person, die die wesentlichen Inhalte der Patentanmeldung den Beschreibungen, Zeichnungen, Modellen, Gerätschaften oder Einrichtungen eines anderen oder einem von diesem angewendeten Verfahren widerrechtlich, d. h. ohne dessen Einwilligung, entnommen hat. Der durch § 8 PatG gewährte Anspruch auf Abtretung des Anspruchs auf Patenterteilung bzw. auf Übertragung des Patents dient im Falle der Anmeldung durch einen Nichtberechtigten dem Schutz des wahren Berechtigten, im Falle der widerrechtlichen Entnahme dem Schutz des Erfindungsbesitzers. Obwohl in vielen Fällen Überschneidungen vorliegen, sind beide Tatbestände voneinander zu trennen. So liegt eine Anmeldung durch einen Nichtberechtigten auch dann vor, wenn die Patentanmeldung zwar mit Einwilligung des Erfinders oder seines Rechtsnachfolgers erfolgte, aber keine entsprechende rechtsgeschäftliche Übertragung stattfand. Andererseits gewährt § 8 PatG den Anspruch im Falle einer widerrechtlichen Entnahme neben dem Erfindungsberechtigten auch dem bloßen Erfindungsbesitzer. Das Verlangen der Abtretung bzw. Übertragung kann durch eine Vindikationsklage (vor einem Landgericht) durchgesetzt werden.

## Geschichte der rei vindicatio
siehe: Legis actio sacramento in rem
Diese Klage stammt aus der Zwölf-Tafel-Zeit. Kläger und Beklagter behaupten mittels vindicatio (vermutlich ein Stab, mit dem auf die Sache angetippt wurde) und contravindicatio ihr Eigentum an der Sache. Beide müssen für ihre Behauptung eine Geldsumme einsetzen (sacramentum). Die gesamte Verhandlung war sehr stark ritualisiert. Der Richter entscheidet schließlich, wessen Recht das bessere ist, die Sache als Eigentümer zu haben.